# Gesellschaft für Baumwoll-Industrie

Gesellschaft für Baumwollindustrie, 1920

Die Gesellschaft für Baumwoll-Industrie (zuvor: Reyscher & Bergmann) war eine Baumwoll-Färberei und Kattundruckerei in Hilden. Die Werksanlagen standen auf einem Grundstück an der Ecke Hummelsterstraße / Hochdahler Straße und erstreckten sich westlich der Elberfelder Straße bis zur Hochdahler Straße sowie in nördlicher Richtung von der Itter an der jetzigen Berliner Straße bis zur Hummelsterstraße. Deshalb wurde die Fabrik auch Hummelster Fabrik genannt.

## Reyscher & Schuchard

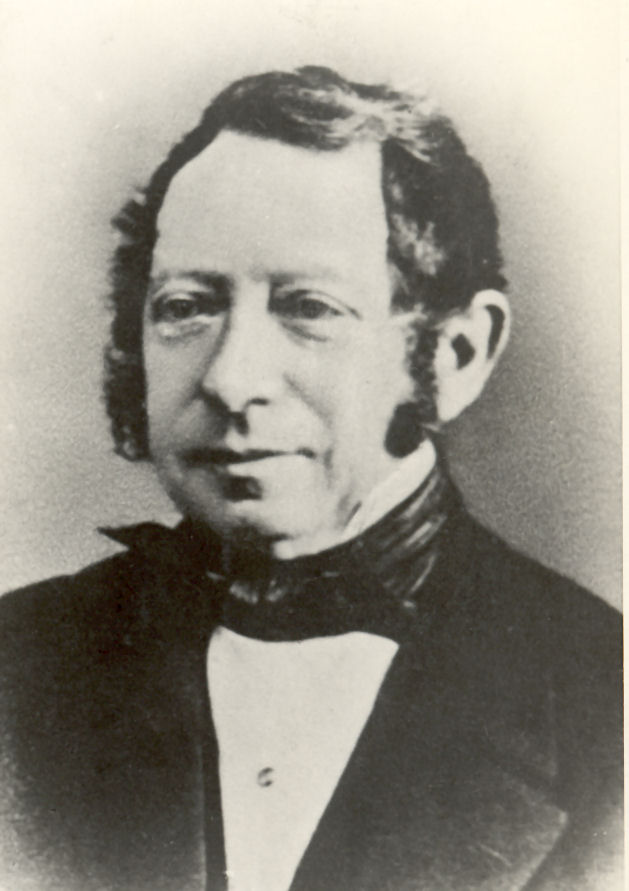
Friedrich August Reyscher (1802–1869)

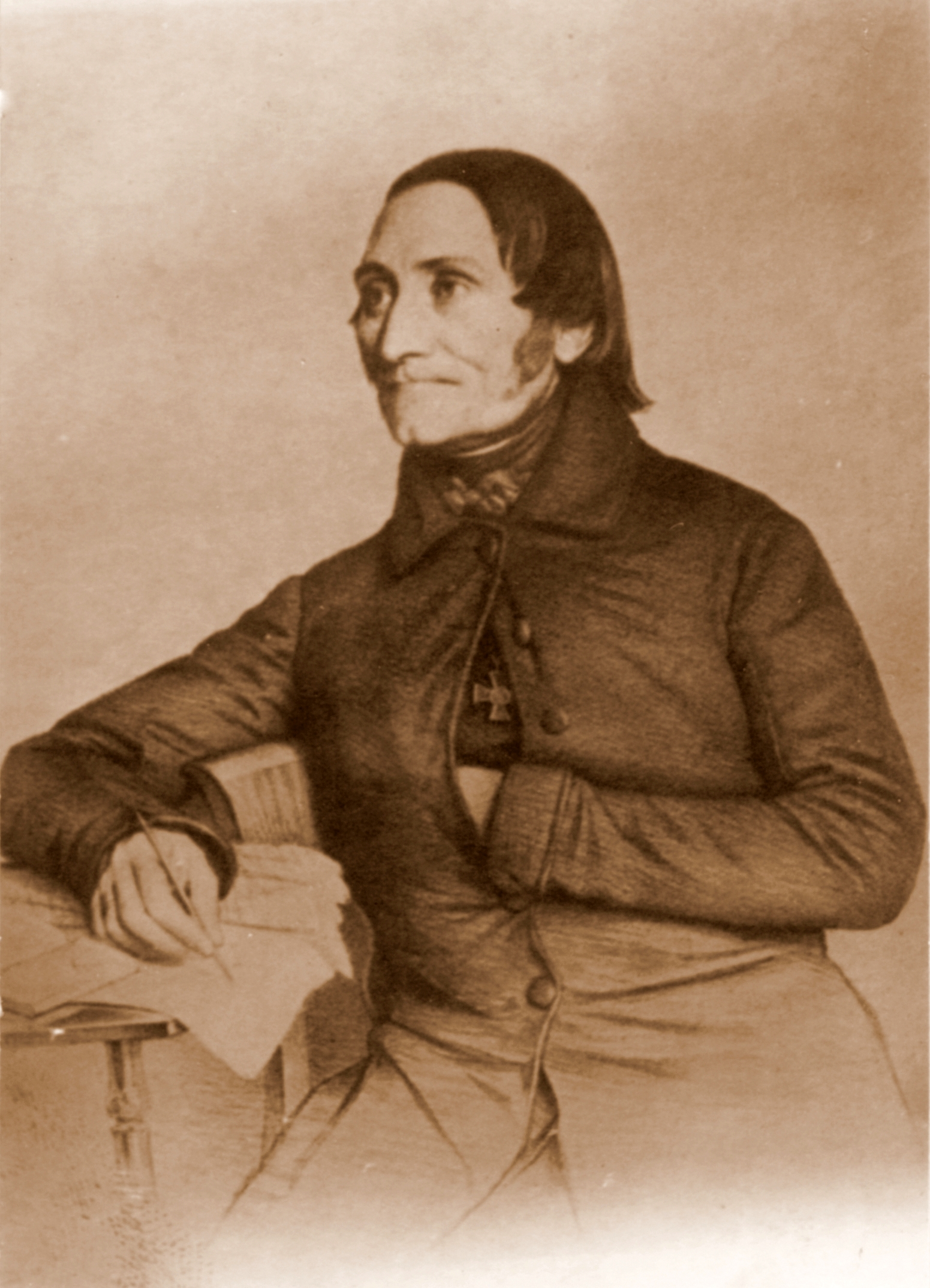
Johannes Schuchard (1782–1855)

Der Kaufmann Karl August Reyscher (* 14. August 1771; † 17. Oktober 1846) zog von Unterriexingen an der Enz im württembergischen Landkreis Ludwigsburg nach Barmen. Während seine beiden erstgeborenen Söhne in Barmen kaufmännische Geschäfte führten, siedelte der dritte Sohn August Reyscher (* 20. Juli 1802 in Barmen; † 8. Mai 1869) um 1828 nach Hilden über. August Reyscher und sein Kompagnon Johannes Schuchard (* 3. März 1782 in Barmen; † 13. Januar 1855 ebenda) gründeten in gepachteten Räumen an der Itter die Baumwollfärberei unter der Bezeichnung Reyscher et Schuchard, Fabrik für baumwollen Zeugen. Das Unternehmen wurde erstmals aktenkundig, weil in der Nacht vom 24. auf den 25. August 1830 in ihr Warenlager eingebrochen wurde.
Das Gelände in Hummelster gehörte 1830 noch dem Gutsbesitzer und Kaufmann Theodor Bongard d. J. (am 5. Juni 1759 evangelisch-reformiert getauft in Hilden; † 8. Mai 1834 in Hilden), der im Haus Hagdorn, dem ersten Steinhaus in Hilden wohnte. Er war auch Eigentümer des Ritterguts Haus Horst. Das Gelände war Theodor Bongard d. J. durch seine Heirat mit Anna Gertrud Leven zu Hummelster zugefallen. Ein Teil des Besitzes wurde am 4. Juni 1832 an Johann Wilhelm Davidis (1782–1839) verkauft, der dort eine Essigfabrik einrichtete. Andere Teile des Geländes gingen an den Mühlenbesitzer und Farbenextrakteur Hermann Gottschalk (* 1806 in Elberfeld) und an den Fabrikanten der Schafwollspinnerei Johann Kreisköther (1800–1879) über.

## Über Reyscher & Comp. zu Reyscher & Bergmann

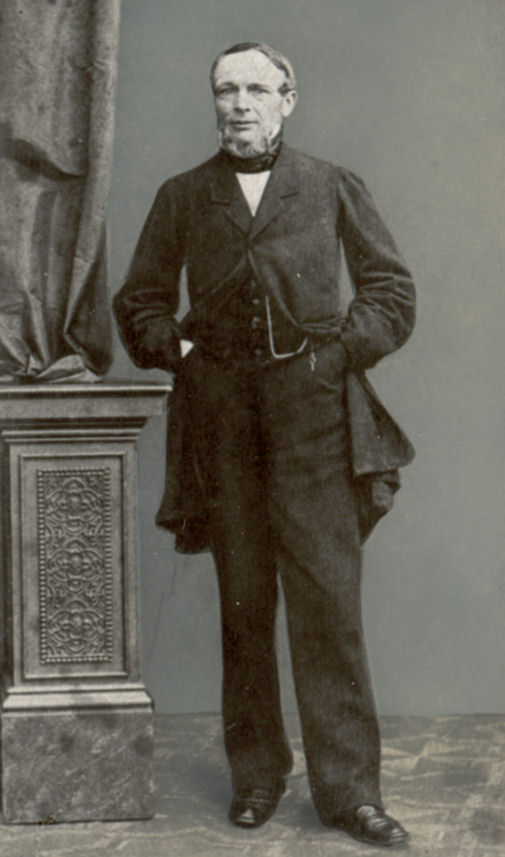
Albrecht Bergmann (1810–1870)

Nachdem sein Kompagnon Schuchard das Unternehmen verlassen hatte, nahm Reyscher 1840 seinen Schwager Werner Albrecht Henning Bergmann (* 22. Januar 1810 in Neuenkirchen bei Melle; † 4. August 1870 in Hilden), als Gesellschafter in sein Unternehmen auf. Albrecht H. Bergmann, ein Bruder von Reyschers Frau Dorothea (* 20. März 1815 in Neuenkirchen bei Melle; † 26. März 1878), zog nach Hilden und übernahm den kaufmännischen Teil der Geschäftsführung. Sie gründeten die Firma Reyscher & Comp.
Albrecht Bergmann war verheiratet mit Wilhelmine geb. Bausenhaus (* 24. September 1820; † 2. April 1890 in Bielefeld), einer Tochter des Tuchfabrikanten Adolf Bausenhaus.
Reyscher kaufte am 14. Februar 1842 aus alten Teilstücken des Hummelstergeländes den Besitz des Johann Kreisköther (* 1800 in Hilden; † Januar 1879 ebenda) und am 22. Februar 1845 (Paniel Nr. 720) von Hermann Gottschalk wieder zusammen. Dort errichteten sie die Kattundruckerei und Färberei an der Ecke Hummelsterstraße / Hochdahler Straße neben der Essigfabrik Davidis. Ihr Unternehmen entwickelte sich zügig. Ab 1840 wohnte August Reyscher zu Hummelster 63 und war Nachbar der Witwe Davidis.
Als Fabrikbesitzer war August Reyscher auch ab 1840 Mitglied im Gemeinderat. Das Unternehmen hatte sich damals schon fest als Färberei und Kattundruckerei etabliert. Sein Aufblühen lässt sich auch daran erkennen, dass August Reyscher am 15. Oktober 1842 Erster Beigeordneter wurde und als solcher sofort zur Zeit der Verselbständigung der Bürgermeisterei Hilden kommissarisch die kommunale Verwaltung des Dorfes leitete, bevor 1843 Eduard Eugen Freiherr von Wittenhorst-Sonsfeld sein Amt als Gemeindeoberhaupt antrat.
Als der Bahnhof Benrath am 20. Dezember 1845 eröffnet wurde, war damit die Versorgung mit Kohle sichergestellt. (Der Bahnhof Hilden wurde erst am 18. November 1874 eingeweiht.)
So war die Voraussetzung geschaffen, dass am 27. Dezember 1846 dem Unternehmen Reyscher & Comp. zum Betriebe der Maschinen sowie zur Heizung der Färbereigeräte und Büdden (Bottiche) eine Hochdruckdampfmaschine konzessioniert wurde. Es war wahrscheinlich die erste, die in Hilden aufgestellt wurde. Als man sich schon mit der Absicht trug, das Werk bedeutend zu vergrößern, bewirkte die Brandkatastrophe am 17. März 1848 einem herben Rückschlag, der bis an den Rand des Ruins führte und das Unternehmen zeitweilig zahlungsunfähig machte.
Erstaunlicherweise wurde die Kattundruckerei in kurzer Zeit in stark erweitertem Umfange und moderner wieder aufgebaut, und von da an ist der rasche weitere Aufstieg unverkennbar. Am 20. Juli 1850 änderten die beiden Firmeninhaber den Namen des Unternehmens in  Reyscher & Bergmann. Jedoch war erst ab 1858 wieder die Vollbeschäftigung erreicht. Die rasche Sanierung und der Aufstieg nach dem Brand von 1848 kann nur damit erklärt werden, dass die finanzkräftige Bilker Baumwollfabrik Ludwig & Gustav Cramer Reyscher & Bergmann zu Seite stand.
Bereits am 4. Januar 1849 beantragten beide Geschäftsinhaber, auf Grund ihres Einkommens und ihrer Geschäftsverhältnisse in die Urwählerliste zur Ersten Kammer aufgenommen zu werden. Interessant sind die Einzelheiten ihrer Angaben: Demnach verfügten sie über Grundbesitz im Umfang von 19 Rheinischen Morgen, 40 Ruten. Ihre Gebäude waren mit 2.000 Talern bei der Provinzial-Feuerversicherung und mit 3.300 Talern bei der Leipziger Feuerversicherung, ihre Maschinen zusätzlich mit 9.000 Talern versichert. Sie beschäftigten 45 Arbeiter und verfügten über eine Dampfmaschine mit 4 PS.
Die bedeutende, rasch aufstrebende Tuchdruckerei, die ein großes Textilunternehmen als Auftraggeber im Rücken hatte, benötigte Druckplatten. Sie lockte 1852 die Walzengravieranstalt Waldeck & Nacke an. Sie hatte ihren Sitz bis 1965 auf dem Grundstück Walder Straße 24.
Der rasche Aufschwung des Betriebs bedingte auch eine wesentliche Erweiterung des Fabrikgeländes. So kamen bis 1858 weitere Grundstücke hinzu. Am 12. September 1850 kauften sie von Friedrich Herminghaus Flur 10 Nr. 570/445 und 571/445 für 510 Taler. Am 21. Juli 1854 kam von Hermann Gottschalk die Flur 10 Nr. 549/145 für 3.350 Taler hinzu. Am 3. November 1854 wurde vor Notar Paniel (Paniel Nr. 4780. Seite 41) von der Witwe des Essigfabrikanten Johann Wilhelm Davidis und deren Kindern die angrenzenden Parzellen Flur 10 Nr. 649/450, 448, 449, 651/450, 653/451, 656/452.247 übertragen. Auf dem Flurstück 449 war bei dem Erwerb im Kataster schon das Fabrikgebäude der alten Essigfabrik von Davidis nachgewiesen. Der Kaufpreis betrug 5.000 Taler. 1862 wurden von Johann Kreisköther die angrenzende Parzellen Flur 10 Nr. 675/475, 676/477 für 1378,19 Taler erworben. Nach der Werksvergrößerung zwischen 1850 und 1862 verfügte das Unternehmen über ein Gelände von mehr als 34 Morgen (85.000 m², ungefähr 292 m × 292 m).
Die Arbeiterzahl der Kattunfärberei Reyscher & Bergmann war bis 1854 auf 70 Arbeiter angestiegen, und 1855 waren es 120. Damals standen zwei Dampfmaschinen und drei Dampfkessel zur Verfügung. 1859 war sie nach Gressard & Co. das zweitgrößte Unternehmen in Hilden und investierte weiter. Bis 1860 erweiterte die Kattundruckerei Reyscher & Bergmann an der Hummelsterstraße von drei auf insgesamt fünf Dampfkessel und von zwei auf fünf Dampfmaschinen, von vier auf sieben Druckmaschinen und von zwölf auf 18 Drucktische. Bis 1862 stieg die Beschäftigtenzahl auf 187 Arbeiter im Jahr 1858 und bis auf 200 Arbeiter im Jahr 1862.
Die Menge an verbrauchten und produzierten Stoffen lag im Jahr 1860 bei 50.000 Stück bedrucktem Kattun und ebenso viel Nesseltuch. Das Unternehmer Reyscher & Bergmann arbeitete und lieferte als Kommissionsdruckerei für Ludwig & Gustav Cramer in Bilk. Cramer lieferte das Nesseltuch und verkaufte auch die fertigen Erzeugnisse.
Durch die Industrie und ihre Unternehmer wurde Hilden ein gewerblicher Ort. Die Einwohnerzahl stieg von 3.600 im Jahr 1850 auf 4.994 im Jahr 1861. Auf Antrag von Bürgermeister Albert Koennecke wurden Hilden am 18. November 1861 durch Königliches Dekret die Stadtrechte verliehen.
Auf Antrag von Bürgermeister Koennecke beschloss die Gas-Kommission am 8. Januar 1864 die Gründung einer Kommanditgesellschaft auf Aktien für den Bau der Gasanstalt. Die 16.000 Taler Aktienkapital sollten die Hildener selbst zeichnen. Am 8. April 1864 verpflichteten sich die Unternehmen Reyscher & Bergmann (Färberei und Druckerei), Waldeck & Nacke (Walzengravuranstalt), Kirberg & Hüls (Maschinenbau, Dampfmaschinen-Kesselbau), Ernst Pickardt/Jordan (Kunstwollspinnerei), das zukünftig erzeigte Gas zehn Jahre lang von dieser Gasanstalt zu beziehen.
Wenn sich das Bilker Unternehmen Cramer bei Gründung der Gesellschaft, die sich zur Errichtung der Hildener Gasanstalt gebildet hatte, als weitaus größter Aktionär beteiligte, dann lässt sich daraus erkennen, wie sehr sie an dem Hildener Lohnbetrieb interessiert war. Das Unternehmen Reyscher & Bergmann muss als das erste rein industrielle Unternehmen der Hildener Industriegeschichte angesehen werden. Ab 1866 beleuchteten 18 Gaslaternen, die mit Kokereigas der neuen Gasanstalt betrieben wurden, die Innenstadt. Zwei davon beleuchteten die Fabrikeingänge des größten Aktionärs, der Färberei Reyscher & Bergmann. Ihre Standorte waren: Ecke Elberfelder Straße / Berliner Straße, zuvor Mühlenstraße (heute Zoo Thomas; ehemals Gottschalks Mühle) und Ecke Hochdahler Straße / Hummelsterstraße (heute Wohn- und Pflegezentrum Stadt Hilden; ehemals Gesellschaft für Baumwoll-Industrie).
Die folgenden Jahre ab 1864 waren indessen durch Rezession und damit verbundenen zeitbedingten starken Arbeitseinschränkungen (1864 nur noch 50 Beschäftigte statt vorher 200) gekennzeichnet. Als Rückschlag kam ein großer Brand in der Kattundruckerei und Färberei Reyscher & Bergmann am 2. Juli 1867 hinzu, der viel beschädigte. Die Produktion ruhte während des Wiederaufbaus bis in den Winter.
In dieser Situation entschloss sich August Reyscher, sich zur Ruhe zu setzen, und verkaufte seinen Firmenanteil. Sein Ruhestand währte jedoch nicht lange. Er starb bereits am 8. Mai 1869.

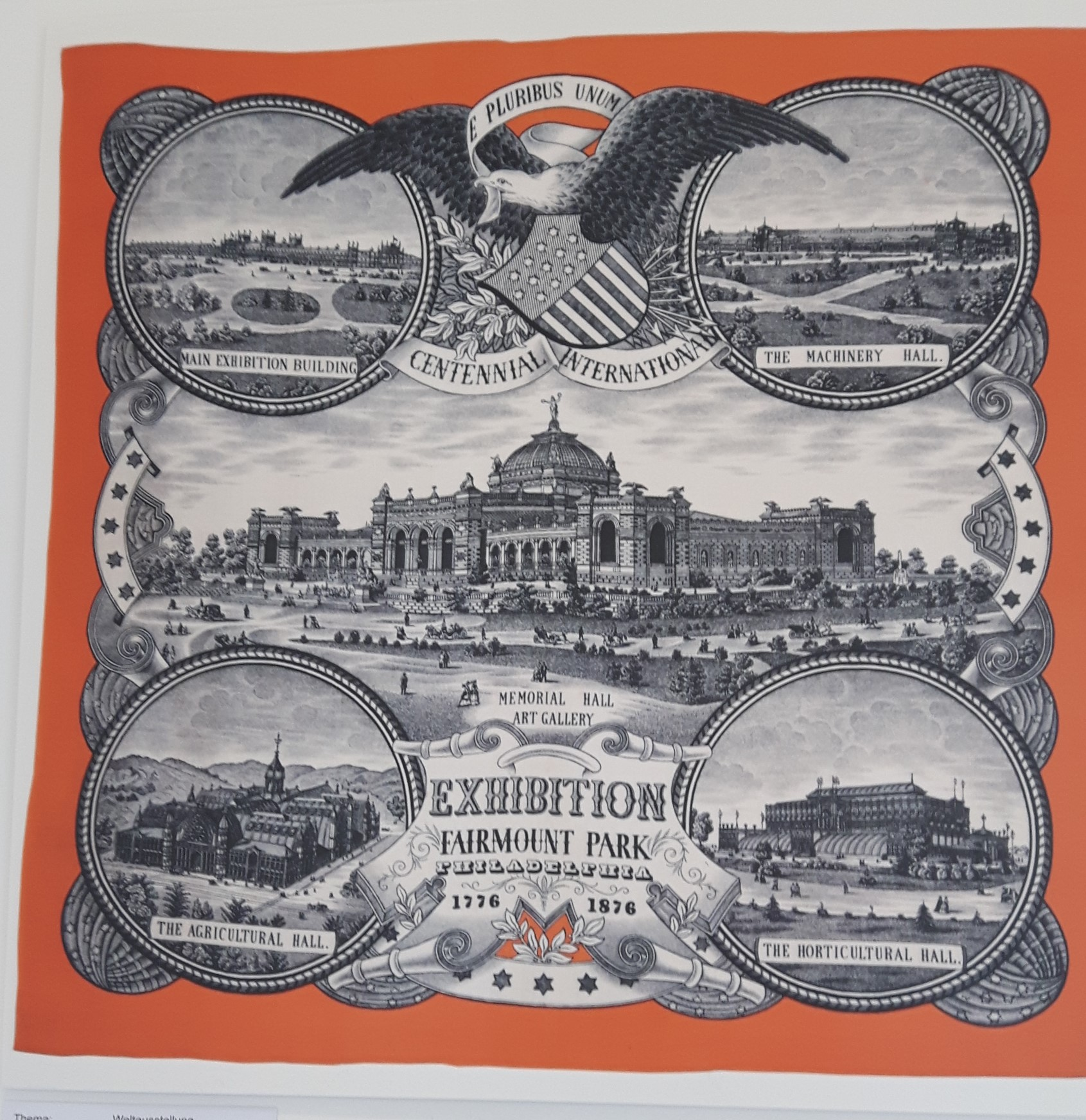
Weltausstellung 1876 in Philadelphia, G. & L. Cramer Bilk, Hilden Gesellschaft für Baumwoll-Industrie; ausgestellt Siegburg Museum Bildertücher, Mai 2019

Mit dem Tod des Unternehmensgründers August Reyscher endete die Ära Reyscher & Bergmann.

## Albrecht Bergmann
Nach dem Ausscheiden von August Reyscher übernahm Albrecht Bergmann die Geschäftsführung der Färberei, doch starb schon ein Jahr später am 4. August 1870.

## Carl Bergmann & Cie.

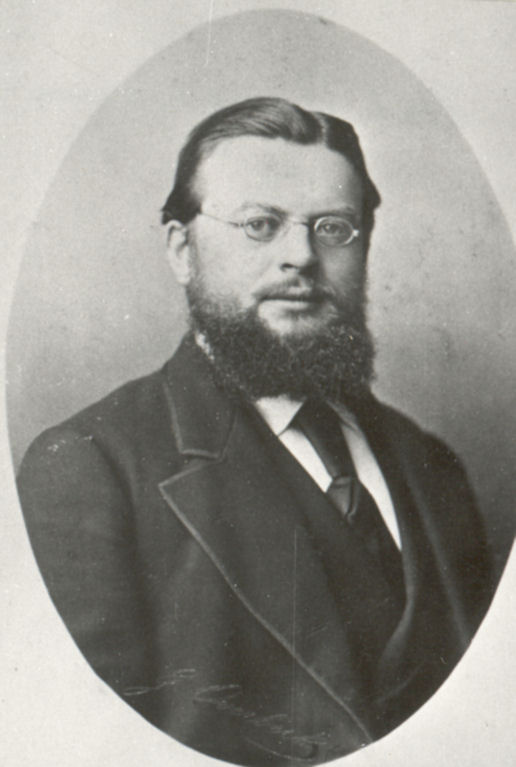
Carl Bergmann (1846–1909)

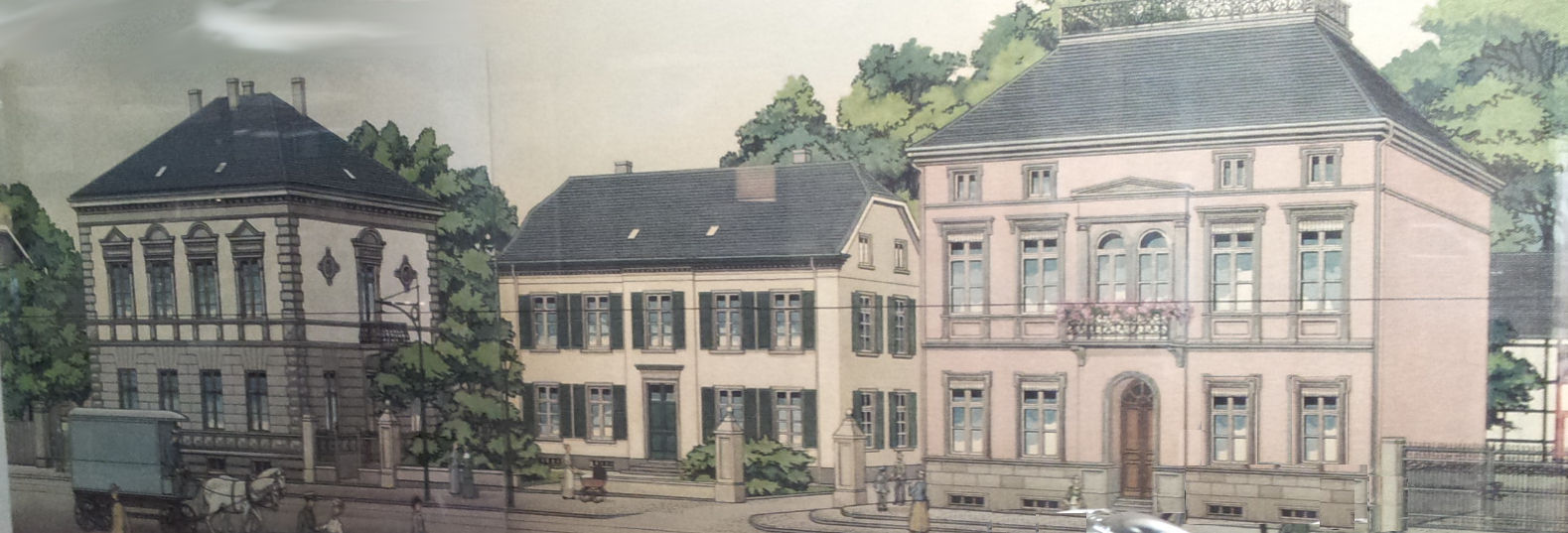
Gemälde der Mittelstraße 42–44 (ca. 1905) im Rathauscenter Mittelstraße 36

Carl Bergmann (* 25. Februar 1846 in Hilden; † 28. Dezember 1909 in Düsseldorf), der Sohn von Albrecht Bergmann, übernahm 1870 nach dem Tod seines Vaters die Geschäftsführung. Er führte das Unternehmen unter der Firma Carl Bergmann & Cie. fort. 1874 heiratete er Eleonore Marie Vollmer (* 17. Mai 1855 in Hilden; † 29. November 1929 ebenda), eine Tochter des Hildener Fabrikanten Karl Gustav Vollmer (* 22. Mai 1822 in Hilden; † 28. Oktober 1896 ebenda). Sie wohnten in Hilden im Haus Mittelstraße 42 (später Haus neben dem Rathaus, Meldeamt, heute „Café Extrablatt“). Das Unternehmen arbeitete zunächst unter Carl Bergmann wie seine Vorgänger weiter im Auftrag des Bilker Unternehmens Ludwig & Gustav Cramer, war also von dessen Geschäftsgang abhängig.
In den Jahren 1872 und 1875 wurde das Werk von mehreren Bränden heimgesucht und dadurch in seiner Entwicklung gehemmt. Aus den Lageberichten des Bürgermeisters ging hervor, dass das Unternehmen sehr krisenempfindlich war und infolgedessen nur geringe Löhne zahlen konnte.
Mit dem Bau der Eisenbahnstrecke Troisdorf – Opladen – Hilden – Düsseldorf-Eller – Mülheim-Speldorf erfolgte 1874 der Anschluss Hildens direkt an das Bahnnetz. Hilden erhielt seinen eigenen Bahnhof. Seitdem musste die Kohle nicht mehr mit Pferdefuhrwerken von Benrath herantransportiert werden.
Der Grad der Itter-Verschmutzung wurde zu einem Wertmesser der anwachsenden Hildener Industrie. Die weiter unterhalb an der Itter gelegene Gerberei von Johann Heinrich Stürmer (später bis 1961 Gerberei Max Jüntgen, heute steht dort die Bast-Bau-Siedlung Ecke Am Rathaus / Mühlenstraße) benötigte zum Wässern und Gerben und für die Lederherstellung jedoch sauberes Itterwasser. Sie erhielt es jedoch zeitweise völlig verschmutzt in unbrauchbarem Zustand. Deshalb beschwerte sich Johann Heinrich Stürmer ab 1874 auf extra himmelblau gedrucktem Papier bei Bürgermeister Pabst, dass die „Fabrik von C. Bergmann & Cie. ihr schmutziges Farbwasser in den Teich respektable Itterbach abtreiben lässt, wogegen das Wasser oberhalb gedachter Fabrik hell und klar ist“. Die Anwohner taten sich zusammen und richteten gemeinsame Klagen an den damaligen Bürgermeister Pabst. Es kam zu erregten Auseinandersetzungen, zu Ordnungsstrafen und ernsten Ermahnungen, ohne dass damit der Übelstand wirklich beseitigt worden wäre. Die Itter speist in ihrem unteren Lauf die Kanäle und Wasserbecken des Benrather Schlossparks. Die farblich belastete Itter füllte die Schlossteiche mit schwarzbraunem, übel riechendem Wasser. Schloss Benrath gehörte der preußischen Krone, und wiederholt wurde es von hohen und höchsten Persönlichkeiten bewohnt. Selbst Kaiser Wilhelm I. nahm bei Manövern dort Quartier. Um zu den Manövern im September die Park-Seen noch reinigen zu können, untersagte das Königliche Hofmarschall-Amt das Einleiten von Fabrikausflüssen in die Itter ab spätestens 1. Juli 1884. Seite 79.
Bei der Färberei Bergmann & Cie. erfolgte 1876 der Übergang von Druckerei und Färberei hin zum allgemeinen Textilbetrieb mit Baumwoll-Bleiche, Baumwoll-Wäsche und Weberei. Weitere Dampfkessel und Dampfmaschinen für die neue Baumwollbleiche und Baumwollwäsche wurden 1876 bis 1878 konzessioniert und aufgestellt (Konzessionsakten K5 und K17).

## Gesellschaft für Baumwoll-Industrie AG

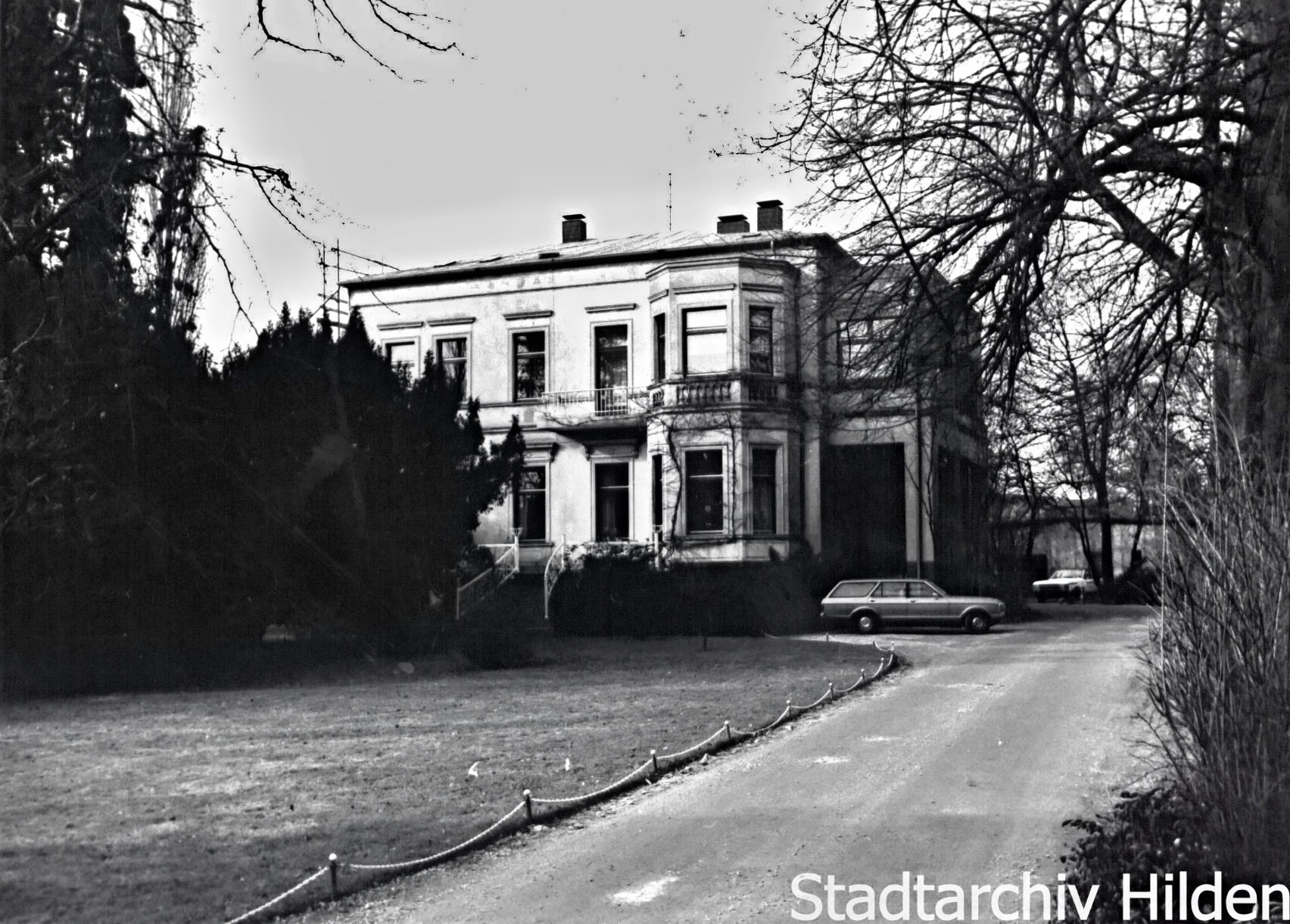
Villa Gustav Cramer / Ernst Jantsch in Hilden, Elberfelder Straße 41

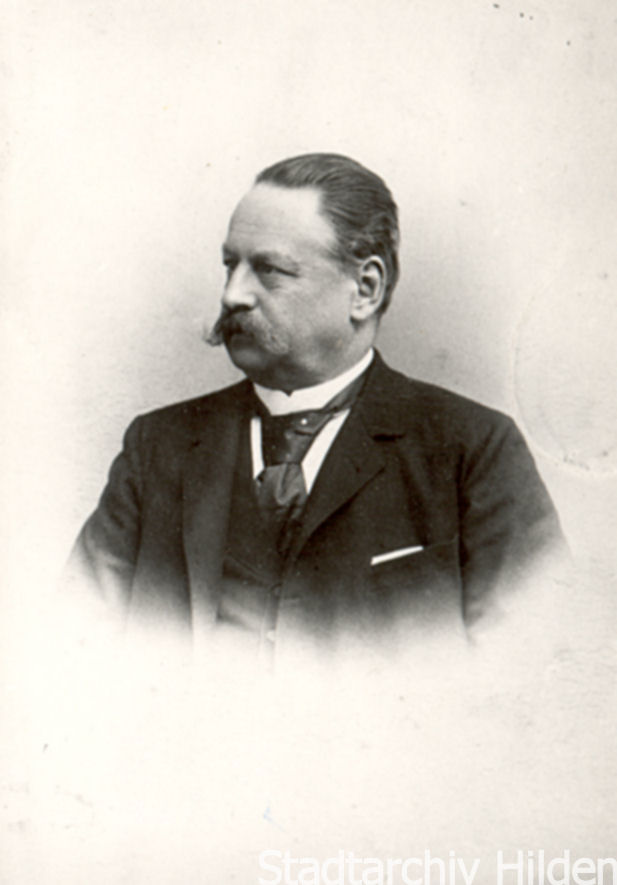
Ernst Cramer (1833–1902)

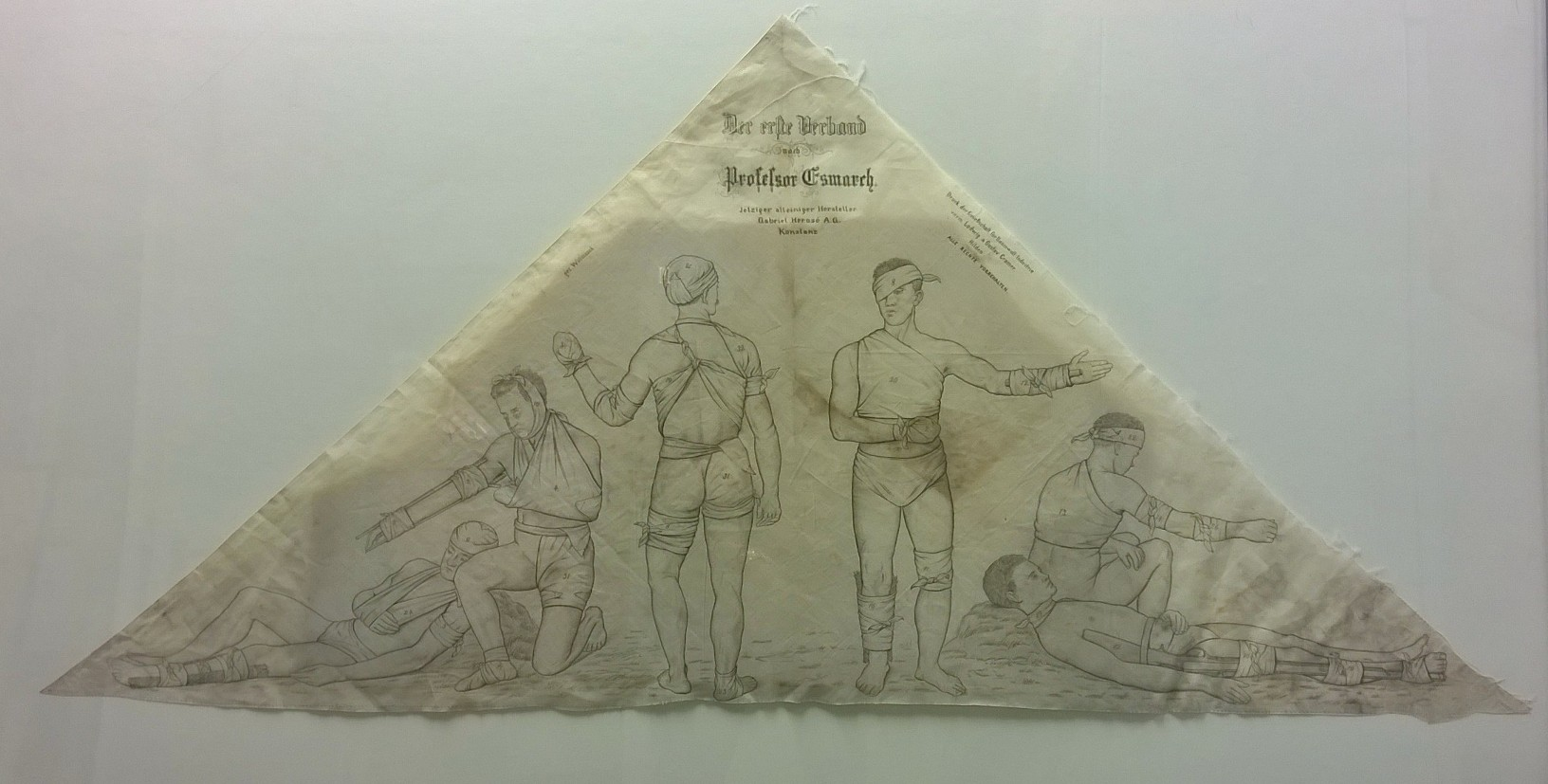
Johann F. A. von Esmarch's Sanitätsdreieckstuch, gedruckt bei der Gesellschaft für Baumwoll-Industrie

Mit der Ausbreitung des gefärbten Tuchs ging die Bedeutung von bedrucktem Kattuntuch immer mehr zurück. Aus dem Unternehmen Carl Bergmann & Cie. ging am 18. Juli 1883 die Gesellschaft für Baumwoll-Industrie AG hervor. Bei der Neuaufstellung der Gesellschaft für Baumwoll-Industrie AG wurde das Hildener Unternehmen zu einer Tochtergesellschaft des in Bilk ansässigen Unternehmens Ludwig & Gustav Cramer. Die Gesellschaft für Baumwoll-Industrie hatte ab 18. Juli 1883 ihre Hauptniederlassung zunächst in Düsseldorf, Martinstraße 10, und unter dem Geschäftsführer Gustav Cramer (* 28. Oktober 1871 in Düsseldorf; † 27. Oktober 1953 auf Gut Hospelt) ab 2. November 1896 in Hilden, Elberfelder Straße 41. Gustav Cramer zog 1912 nach Bad Münstereifel auf das Gut Hospelt und ließ es 1924 renovieren und im großen Stil umbauen. Ernst Jantsch wurde Direktor.
Die Gesellschaft für Baumwoll-Industrie hatte eine Zweigniederlassung in Berlin. Ihr Aufsichtsratsvorsitzender war Ernst Cramer (* 27. September 1833; † 22. Januar 1902 in Düsseldorf), der in Düsseldorf, Hofgartenstraße 6/7, wohnte.
Durch Fallen der Schutzzölle erholte sich ab 1894 die Wirtschaft langsam wieder von der Depression. Das Jahr 1895 brachte auch in Hilden einen völligen Umschwung. Ein Aufschwung setzte ein, der alsbald zu einer kräftigen und bis zum Ausbruch des Ersten Weltkriegs fast ununterbrochenen Blüte der deutschen Wirtschaft führte. Auch die Gesellschaft für Baumwoll-Industrie nutzte sie und erweiterte ihre Fabrik ganz bedeutend durch z. B. Anlegen eines großen Lagers in Hilden, das bisher in Bilk war. Inzwischen wurden 1896 auch wieder Arbeitskräfte gesucht und zahlreiche Unternehmen machten Überstunden, um die Fülle saisonbedingter Aufträge zu bewältigen. Die Gesellschaft für Baumwoll-Industrie war mit ihren 370 Arbeitskräften immer voll beschäftigt, zahlte aber bedingt durch die Konkurrenz niedrige Löhne und erzielte niedrige Preise. Der Unternehmer Carl Bergmann starb am 28. Dezember 1909. Er ist auf dem Hauptfriedhof in Hilden begraben.

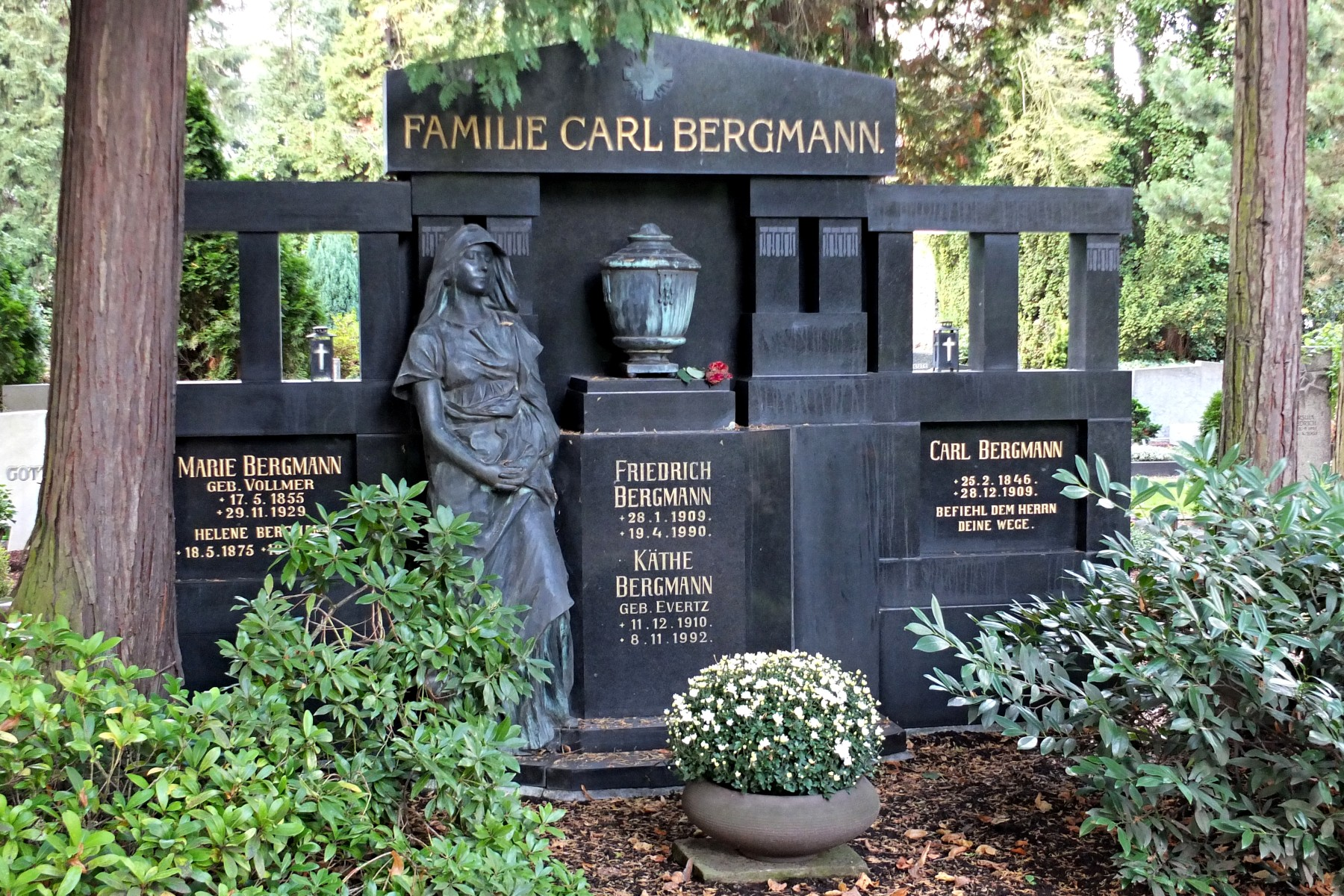
Grab von Carl Bergmann (1846–1909) und Marie Bergmann geb. Vollmer (1855–1929) in Hilden, Baudenkmal Nr. 39/12

Die Einwohnerzahl Hildens stieg von 8.900 im Jahr 1894 auf 20.500 im Jahr 1933 an. In den Gebäuden der stillgelegten Gesellschaft für Baumwoll-Industrie zwischen Hochdahler Straße und Elberfelder Straße errichtete 1931 das Unternehmen Kampf & Spindler eine Bleicherei, Stückfärberei und Appreturanstalt. Gert P. Spindler betrieb sie dort bis 1970.
Die Unternehmensgruppe Haniel führte noch 1932 die Gesellschaft für Baumwoll-Industrie als Beteiligung auf.